# جبل شمس

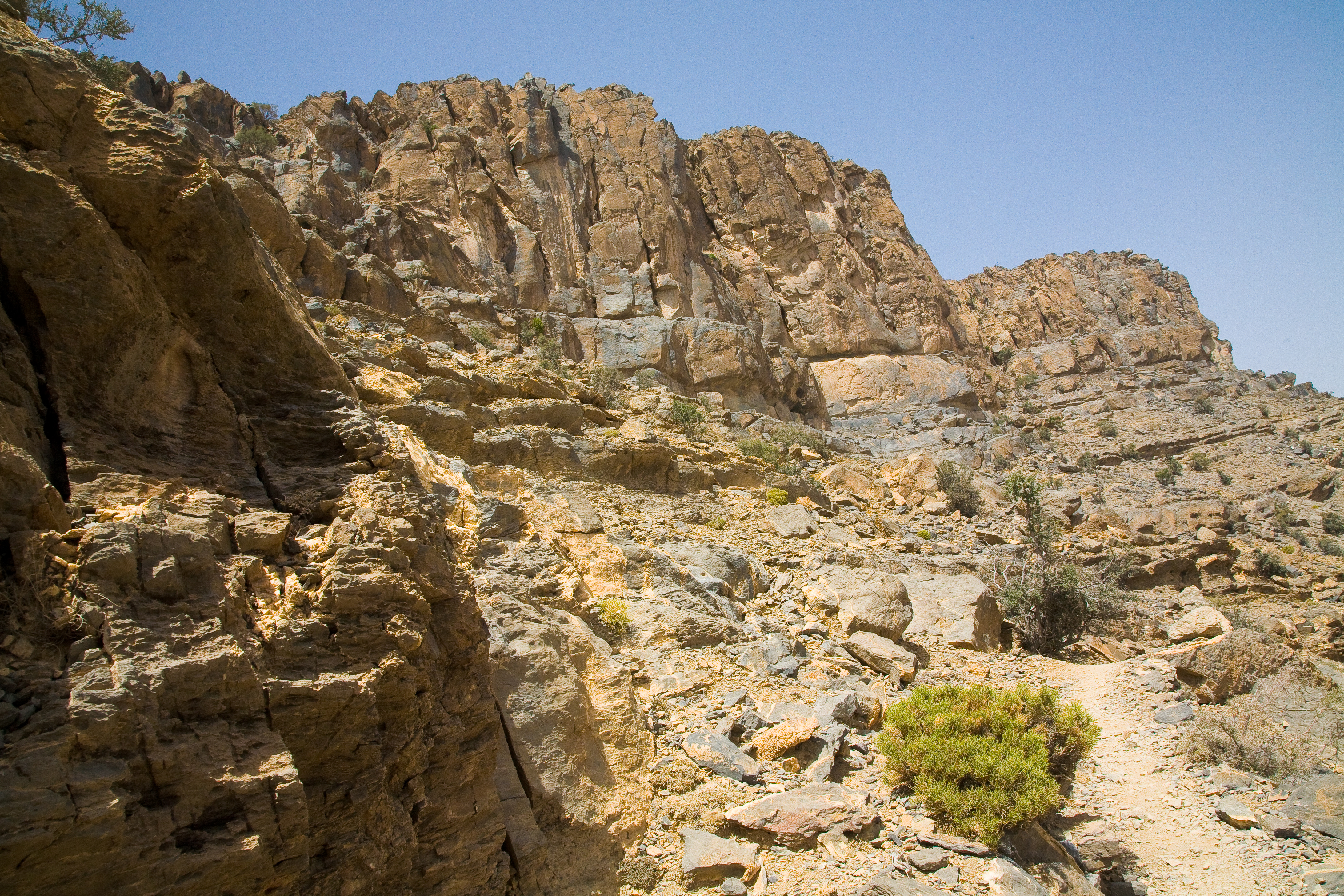
جبل شمس

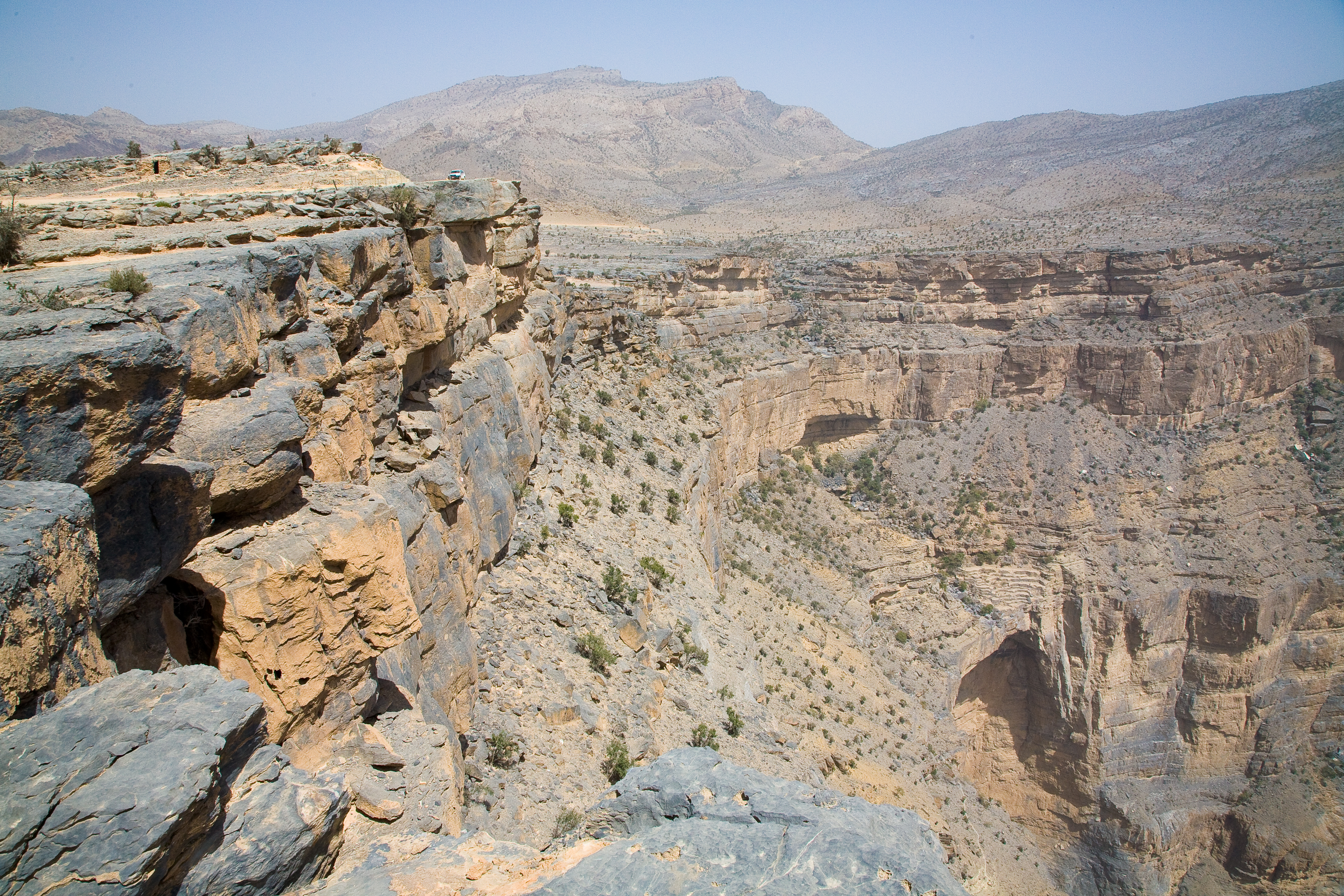
جبل شمس

جبل شمس أعلى قمة جبلية في سلطنة عمان، وتعود تسمية جبل شمس في ولاية الحمراء بمحافظة الداخلية، لكون الشمس أول ما تشرق وآخر ما تغرب في قمته العالية وينفرد المكان باعتدال درجة الحرارة في فصل الصيف وتصل ما بين 26 و 25 درجة مئوية والبرودة التي تصل إلى درجة التجمّد وتساقط الثلوج في فصل الشتاء إذ تصل درجة الحرارة إلى أقل من 7 درجة مئوية. و يرتفع جبل شمس ما يقارب 3009 متر فوق مستوى سطح البحر، وهذا الإرتفاع ساعد على تغير المناخ عن باقي المناطق بالسلطنة إضافة إلى ما ينفرد به من تكوينات جيولوجية ومن أهمها وجود الفالق الصخري العظيم على جانب مسار الطريق الصاعد لقمته والذي يعتبر ثاني أكبر فالق في العالم، وتنمو على الأجزاء المختلفة من الفالق الكثير من الأشجار البرية المختلفة مثل شجرة البوت والعلعلان و الزيتون ونجح الأهالي القاطنون في القرى المتفرقة في هذا الجبل في زراعة بعض أشجار الفاكهة الموسمية مثل التفاح والخوخ والرمان، بيد أنها لم تصل في شهرتها وكثرتها إلى ما يزرع في الجبل الأخضر الذي يتميز هو الآخر بارتفاع 3 آلاف متر فوق سطح الأرض وتشكل هذه المحاصيل دخلاً جيداً للأهالي إلى جانب بعض الحرف اليدوية القديمة.
يقع جبل شمس في ولاية الحمراء في محافظة الداخلية تحدها ولاية نزوى وولاية بهلاء من محافظة الداخلية وولاية الرستاق من محافظة الباطنة وولاية عبري من محافظة الظاهرة ويبعد عن العاصمة مسقط حوالي 240 كم.